# 가나-인도 관계
가나-인도 관계는 가나와 인도 간의 양자 관계를 의미한다. 양국은 영연방 회원국으로서, 인도는 아크라에 고등판무관부를 두고 있으며, 가나는 뉴델리에 고등판무관부를 두고 있다.

## 역사
1817년, 토머스 에드워드 보우디치는 아샨티 제국과 영국 간의 관계 개선을 위해 쿠마시로 영국 대표단을 이끌고 방문하였다. 당시 아샨티의 한 왕자는 인도에서의 영국의 존재를 언급하며 영국의 아샨티 내 동기에 대해 회의적인 태도를 보였다. 역사학자 에저턴에 따르면, "다음 날, 한 아샨티 왕자가 보우디치에게 '영국이 그렇게 이타적인 나라라면, 왜 인도에서는 그렇게 다르게 행동했느냐'고 물었다"고 한다.
인도는 1953년 아크라에 영사관을 개설하였으며, 1957년 가나의 독립 직후 전면적인 외교 관계를 수립하였다. 인도 고등판무관부는 아크라에 위치해 있으며, 부르키나파소, 토고, 시에라리온에도 겸임 관할권을 두고 있다. 가나는 독립 이후 뉴델리에 고등판무관부를 설치하였다.
가나 초대 대통령 콰메 은크루마와 인도 초대 총리 자와할랄 네루는 깊은 우정을 나눈 것으로 알려져 있다. 은크루마 대통령을 비롯하여 힐라 리만, 제리 롤링스, 존 쿠푸오르 대통령이 인도를 국빈 방문하였으며, 인도 측에서는 P. V. 나라심하 라오가 1995년 가나를 방문하였다. 인도와 가나는 비동맹 운동의 창립 회원국이며, 인도 정부의 팀-9 구상에 참여하고 있으며, 또한 영연방 회원국이기도 하다.